# Кріс Кемпчінскі
Крістофер Джон Кемпчінскі — американський бізнесмен, президент і головний виконавчий директор (CEO) корпорації McDonald's .
Крістофер Джон Кемпчінскі народився в Бостоні і виріс у Цинциннаті, штат Огайо . Він є сином Річарда Кемпчінскі, який був професором хірургії та керівником судинної хірургії в медичному центрі Університету Цинциннаті, та Енн Марі Кемпчінскі (уродж. Кемпбелл), котра була учителем початкової школи в Terrace Park Elementary в Цинциннаті, штат Огайо. У 1987 році він закінчив середню школу Indian Hill у передмісті Цинциннаті.
Кемпчінскі отримав ступінь бакалавра в Університеті Дьюка в 1991 році та ступінь магістра ділового адміністрування в Гарвардській школі бізнесу в 1997 році

## Кар'єра
Кемпчінскі розпочав свою кар'єру в компанії Procter & Gamble у сфері управління брендами та чотири роки працював у відділі виробництва мила, а потім пішов у Гарвардську бізнес-школу (HBS). Після HBS він став консультантом з управління в Boston Consulting Group, зосереджуючись на споживчих товарах і фармацевтичних препаратах.
У 2000 році Кемпчінскі приєднався до PepsiCo в її групі корпоративної стратегії та розвитку, а в 2006 році був віце-президентом з маркетингу негазованих напоїв Pepsi-Cola North America Beverages.
До приходу в McDonald's Кемпчінскі працював у Kraft Foods виконавчим віце-президентом із ініціатив зростання та президентом Kraft International. Він покинув «Крафт» у вересні 2015 року
Кемпчінскі приєднався до глобальної стратегічної команди McDonald's наприкінці 2015 року, а в жовтні 2016 року його підвищили до президента McDonald's США, де він керував бізнес-операціями приблизно 14 000 ресторанів. У листопаді 2019 року він змінив Стіва Істербрука на посаді президента та генерального директора . Істербрука звільнили за порушення політики компанії через стосунки зі співробітником. Невдовзі після приходу в компанію Кемпчінський перейшов до створення «більш професійної культури» серед керівників та іншого персоналу, зосередившись на людських ресурсах.
У листопаді 2020 Кемпчінскі запустив новий цифровий підхід до продажів, головним чином для проїзду, доставки додому та само вивозу, відомий як «Прискорення арки».
У 2021 році Кемпчінскі вибачився перед співробітниками та громадськістю за приватні зауваження щодо смертей дітей у McDonald's від зброї. У листуванні з мером Чикаго Лайтфутом він звинуватив батьків жертв: «З обома сторонами батьки підвели тих дітей, чого, як я знаю, не можна сказати. Ще важче виправити». Публікація обміну «викликала обурення». Громадські групи Чикаго та Міжнародна спілка працівників сфери послуг вимагали від Кемпчінського вибачення, заявивши, що «ваше текстове повідомлення було неосвіченим, расистським і неприйнятним, оскільки воно надійшло від будь-кого, не кажучи вже про генерального директора McDonald's».

## Визнання
У 2022 році Кемпчінскі отримав «нагороду видатного випускника» від Indian Hill Foundation, асоціації випускників Indian Hill High School .

## Місця ради та асоціації
- McDonald's Corp. Рада директорів[23]
- Рада директорів Procter & Gamble[24]
- Довірена особа RMHC[25]

## Особисте життя
Кемпчінскі одружений, має двох дітей. Він бігав марафони і станом на 2020 рік пробігав принаймні 50 миль на тиждень.